# St. Nikolaus (Burkhardsrieth)
Die römisch-katholische Expositurkirche St. Nikolaus im Gemeindeteil Burkhardsrieth der oberpfälzischen Stadt Pleystein gehört zur Expositur Burkhardsrieth der Pfarrei Pleystein im Dekanat Leuchtenberg des Bistums Regensburg.

## Geschichte
In dem ältesten Pfarrverzeichnis der Diözese Regensburg von 1326 wird Burkhardsrieth als eigene Pfarrei vermerkt. Sie gehörte damals zum Dekanat Altendorf. Bis zur Gegenreformation blieb sie eigenständige Pfarrei, ab 1627 wurde sie zu einer Filiale von Pleystein. Ab 1722 wurde hier ein eigener Kooperator installiert. 1936 wurde Burkhardsrieth eine exponierte Kooperatur.
Die Einnahmen der Kirche wurde aus Zins- und Zehntzahlungen aus einer Vielzahl von Orten (z. B. Miesbrunn, Pfrentsch, Spielhof, Lohma, Isgier) und einzelnen Objekten (z. B. Bodenmühle, Finstermühle, Marxmühle, Pielmühle, Papiermühle bei Ödenkührieth Thomasgschieß, Trutzhofmühle, Zengerhof) erzielt. Ab 1852 wurde der Zehent nicht mehr in Naturalabgabe, sondern als Geldleistung erhoben. Daher konnte der Zehentstadel am 17. August 1851 an August Lang von Burkhardsrieth versteigert und abgebrochen werden. Die Pfarrgründe (Äcker, Wiesen Wald) wurden bis 1627 vom Pfarrer bzw. seinen Knechten selbst bestellt, ab diesem Zeitpunkt wurden sie an Bauern verpachtet.
Ein Kirchenbau, der schon lange bestanden haben muss, wird erst Anfang des 18. Jahrhunderts erwähnt, aber es sind mittelalterliche archäologische Spuren im Bereich der Kirche gefunden worden. Die Kirche wird 1797 als baufällig bezeichnet. Der Pflegsverwalter Prößl und der Pleysteiner Pfarrer Mayer wehren sich gegen den Vorwurf, die Kirche verfallen lassen zu haben. Zumindest werden in diesem Jahr Baumaßnahmen durchgeführt (so wird ein Gewölbe über dem Hochaltar eingezogen), auch 1822 wurden weitere Baumaßnahmen in Angriff genommen.
Am 29. Juli 1879 wurde die Kirche durch einen Brand zerstört; die Gottesdienste mussten übergangsweise in der St.-Ulrich-Kirche abgehalten werden, ab dem 7. Juni 1881 durften sie dann mit bischöflicher Genehmigung in der zu einer Notkirche umgestalteten Sakristei gefeiert werden. 1882 war der Wiederaufbau der Kirche abgeschlossen und im gleichen Jahr wurde sie von Stadtpfarrer Michael Röck benediziert. Der Kreuzweg wurde von dem Franziskanerpater Johann Bock aus Pfreimd am 8. August 1887 geweiht. Erst am 16. Oktober 1966 wurde die Kirche durch Weihbischof Josef Hiltl feierlich konsekriert.
Eine Renovierung der Kirche wurde 1964 unter Leitung von Architekt Heinz Meckler aus Weiden vorgenommen. Zum Abschluss der Dorferneuerungsmaßnahmen von Burkhardsrieth wurde am 27. Juli 2011 ein Brunnen am Kirchenvorplatz aufgestellt.

## Baulichkeit
Die Expositurkirche ist eine Saalkirche mit einem abgewalmten Satteldach. Der abgesetzte Chorturm, der auf eine ältere Bauphase verweist, wird von einem spitzen Pyramidenturm gekrönt. Im hinteren Teil des Anbaus befindet sich seit 1970 ein Leichenaufbewahrungsraum. Um die Kirche herum befindet sich ein von einer Bruchsteinmauer eingehegter Friedhof; eine Erweiterung und Ausbesserung der Mauer fand 1947 statt.

## Innengestaltung
Die Kirche ist im Inneren in schlichtem Weiß gestaltet. Der Hauptaltar ist überwölbt, dabei wurde ein Holzrelief und eine Statue des Kirchenpatrons des hl. Nikolaus von dem Bildhauer Mauermann aus Weiden gestaltet. Altarraum und Fußboden sind aus Kleinziegenfelder Dolomit gemacht. Decke und Empore wurden mit Oregon-Pain verkleidet. Der Hauptträger der Empore wurde bei der Renovierung durch einen Eisenträger ersetzt. Die Kirchenstühle wurden von Bruno Janisch aus Waidhaus gefertigt.
Die Kirchentüren wurden 1965/66 erneuert. Auch die Innenausstattung wurde durch zwei große Figuren, sechs Kreuzwegtafeln und einen Taufstein ergänzt. Der Kreuzweg stammt von dem Bildhauer Mauermann, die bunten Fenster der Taufkapelle entwarf der Kunstmaler Friedrich aus Weiden.
Bei der Renovierung wurden historische Grabsteine gefunden, so lag unter dem Altar der Grabstein des Hammermeisters Willibald Castner von Pfrentsch mit der Aufschrift Willibald Castner von Unterschnaittenbach zu Pfrentsch im 65 Jahr – welchem Gott und uns allen eine fröhliche Auferstehung verleihen wolle, Amen, der in eine Wand der neu geschaffenen Taufkapelle eingelassen wurde. Zwei weitere Steine der Familie Kastner und eines weiteren Hammerherren von 1546 befinden sich rechts und links des Hauptportals.

## Glocken
Nach dem Kirchenbrand wurden drei Glocken von Joseph Anton Spannagl aus Regensburg gegossen. Die große Glocke mit 555,73 kg hat die Aufschrift Incendio ecclkesiae 1879 diruta in honorem St. Nicolai Anno 1882 restituta sono die Gloriam. Zwei kleinere Glocken mussten im Ersten Weltkrieg abgeliefert werden 1952 wurden zwei neue von der Glockengießerei Hamm angeschafft.

## Orgel
Diese wurde 1885 von der Orgelbaufirma Heinrich Buck  (8/I/P) aus Bayreuth geliefert. Das Instrument wurde 1983 durch eine Orgel der Firma Weise (11/II/P) ersetzt.